# Guisatecha
Guisatecha es una localidad del municipio leonés de Riello, en la Comunidad Autónoma de Castilla y León. 
La iglesia está dedicada a santa Marina.

## Localidades limítrofes
Confina con las siguientes localidades:
- Al norte con Arienza.
- Al noreste con Robledo de Omaña y Villarín de Riello.
- Al este con Ariego de Arriba y Pandorado.
- Al sureste con La Omañuela.
- Al sur con Folloso.
- Al oeste con El Castillo.
- Al noroeste con Santibáñez de Arienza.

## Demografía
Evolución de la población
| Gráfica de evolución demográfica de Guisatecha entre 2000 y 2017   |
|                                                                    |
| Población de derecho (2000-2017) según el padrón municipal del INE |

## Historia
Así se describe a Guisatecha en el tomo IX del Diccionario geográfico-estadístico-histórico de España y sus posesiones de Ultramar, obra impulsada por Pascual Madoz a mediados del siglo XIX:

Lugar en la provincia de León, partido judicial de Murias de Paredes, diócesis de Oviedo, vicaría de San Millán, audiencia territorial  y capitanía general de Valladolid, ayuntamiento de Riello. Situado a la falda oriental de un cerro en la carretera que conduce de León a Galicia por el puerto de Leitariegos; tiene iglesia parroquial (Santa María), servida por 1 cura de ingreso y patronato laical, y buenas aguas potables. Confina N Socil; E los Orrios; S Lariegos de Abajo, y SO Lariegos de Arriba. El terreno es de mediana calidad y le fertilizan las aguas del Omaña. Hay montes de roble, y a la falda de la cuesta llamada del Pajarón, una fuente mineral ferruginosa, que está muy descuidada, no obstante los buenos efectos que producen sus aguas; Producciones: centeno, lino, patatas y frutas; cría ganados, y alguna caza. Población: 22 vecinos, 59 almas; Contribución: con el ayuntamiento.
Diccionario geográfico-estadístico-histórico de España y sus posesiones de Ultramar